# カラ (ウルスト部)
カラ（モンゴル語: Qara、中国語: 曷剌、生没年不詳）は、ウルスト部出身で、13世紀末から14世紀初頭にかけて大元ウルスに仕えた人物。『元史』などの漢文史料では曷剌(hélà)と記される。

## 概要
カラはモンゴル高原の西北隅に住まう「森林の民（ホイン・イルゲン）」の一つ、ウルスト部の出身であった。
カラは1272年（至元9年）に初めてクビライに見えて仕えるようになり、1287年（至元24年）にはナヤンの乱鎮圧戦に従軍して功績を挙げ、白金・楮幣・甲冑・橐駝・鞍馬などを与えられた。オルジェイトゥ・カアン（成宗テムル）の治世には高麗・カラコルム・江西・福建などの地に使者としてしばしば赴き、大過なく務めたことから忠勇校尉・中書直省舎人に任じられた。次にクルク・カアン（武宗カイシャン）が即位すると、クビライの時代から活躍する数少ない旧臣として奉議大夫・都水監に任じるよう命じ、その翌年には嘉議大夫、更に翌年には直東水韃靼女直万戸府ダルガチと立て続けに昇進した。1314年（延祐元年）には更に資善大夫・遼陽行省左丞に任じられ、2年後の1316年（延祐3年）には栄禄大夫・大司農とされたが、間もなく63歳で亡くなった。
カラの息子のブカは父の存命の間からアユルバルワダ（後の仁宗ブヤント・カアン）の親衛隊（ケシクテイ）に仕え、アユルバルワダが即位すると中順大夫・中書直省舎人に任じられ、その後も中央の重職を歴任した。